# Paskosaari (ö i Södra Savolax, S:t Michel, lat 61,62, long 27,36)
Paskosaari är en halvö i Finland. Den ligger i sjön Ukonvesi och i kommunen Sankt Michel i den ekonomiska regionen  S:t Michel och landskapet Södra Savolax, i den södra delen av landet, 210 km nordost om huvudstaden Helsingfors.